# ماستر (فراهان)
ماستر، روستایی است از توابع بخش فراهان شهرستان تفرش در استان مرکزی ایران.

## جمعیت
این روستا در دهستان فشک قرار داشته و براساس سرشماری سال ۱۳۸۵جمعیت آن ۶۷۵نفر (۲۱۲خانوار) بوده‌است.

## موقعیت
این روستا در مختصات جغرافیایی ۳۴ درجه و ۳۷ دقیقه و ۴۸ ثانیه عرض شمالی و ۴۹ درجه، ۴۶ دقیقه و
۵۰ ثانیه طول شرقی از گرینویچ قرار دارد این روستا در جنوب شرقی روستای فشک و در فاصله ۶٫۱ کیلومتری از آن قرار دارد.